# Josep Falcó i Sanmartín
Josep Falcó i Sanmartín (Barcelona, 1915 - Tolosa de Llenguadoc, 12 de maig de 2014) fou un militar català, pilot de caces de les Forces Aèries de la República Espanyola durant la Guerra Civil espanyola i va ser el darrer aviador republicà a abatre un avió nacional a Catalunya abans de la retirada. Morí l'any 2014 als noranta-nou anys.

## Biografia
Nascut l'any 1915 a Barcelona, va començar a aprendre a pilotar avions l'any 1936, quan va esclatar la Guerra Civil espanyola. Assolí el grau de tinent amb vint-i-dos anys, així com l'encàrrec de la vigilància de les bateries antiaèries i la defensa nocturna de Barcelona. Com a aviador va destacar en la realització de vols nocturns al llarg de la costa peninsular dels Països Catalans per tal d'interceptar i abatre avions enemics. El 6 de febrer de 1939 va realitzar el seu darrer combat aeri quan es va enfrontar a un estol d'avions Messerschmitt Bf 109 de la Legió Còndor que intentaven impedir l'accés al Rosselló dels darrers contingents de l'aviació republicana des del camp de Vilajuïga. Durant el combat, se li va acabar el carburant i va haver de fer un aterratge d'emergència, no sense abans haver abatut un Messerchmitt pilotat per Friederich Windemuth. Una làpida que retia homenatge al pilot alemany recordava que fou el darrer mort de la guerra aèria. Després de la derrota, com la resta de l'exèrcit republicà, va traslladar-se caminant fins a la frontera francesa i fou reclòs al camp de concentració d'Argelers i després al de Gurs. Gràcies a l'ajuda d'un familiar va poder traslladar-se fins a Algèria on hi va viure entre 1939 i 1964. Va haver-ne de fugir igualment, i es va refugiar a Tolosa de Llenguadoc, on va viure fins al dia de la seva mort.